# Wolfgang Jung
Wolfgang Jung (ur. 15 marca 1948 w Bad Wimsbach-Neydharting) – austriacki wojskowy, polityk i samorządowiec, oficer austriackich sił zbrojnych, parlamentarzysta krajowy, deputowany do Parlamentu Europejskiego IV kadencji, poseł do wiedeńskiego landtagu.

## Życiorys
Absolwent Terezjańskiej Akademii Wojskowej. Został zawodowym wojskowym w Bundesheer (siłach zbrojnych Austrii), służył m.in. w wojskach pancernych. W 1994 awansowany do stopnia brygadiera. W latach 1985–1990 był attaché wojskowym w Szwecji, Norwegii i Finlandii.
Działacz Wolnościowej Partii Austrii (FPÖ). W latach 1972–1976 był radnym w Bad Wimsbach-Neydharting, a od 1991 do 1996 zasiadał w radzie wiedeńskiej dzielnicy Liesing. W 1998 objął funkcję przewodniczącego lokalnych struktur swojego ugrupowania.
W 1995 objął mandat posła do Rady Narodowej XIX kadencji. W 1996 przeszedł do pracy w Parlamencie Europejskim w ramach delegacji krajowej. Pod koniec tegoż roku powrócił do niższej izby krajowego parlamentu, zasiadał w nim do 2002. W 2005 wybrany do landtagu w Wiedniu, reelekcję uzyskiwał w 2010 i 2015.
Odznaczony Złotą Odznaką Honorową za Zasługi dla Republiki Austrii.